# Sergej Solovjov (fotbalista)
Sergej Alexandrovič Solovjov (9. března 1915, Sokol – 11. února 1967, Moskva) byl sovětský fotbalista a hokejista.
Hrál převážně za Dynamo Moskva.

## Fotbalová kariéra
Sergej Solovjov byl v roce 1937 povolán do armády a hrál fotbal za tým Leningradského vojenského okruhu. Po ukončení vojenské služby zůstal v Leningradu a v roce 1939 hrál za tým Dynamo Leningrad. Od roku 1940 hrál za Dynamo Moskva až do konce své fotbalové kariéry v roce 1952. V letech 1940, 1945 a 1949 vyhráli ligu.
Solovjov je nejlepším střelcem Dynama Moskva v lize v historii. Vstřelil jubilejní 300., 400. a 500. gól Dynama v lize SSSR.

## Hokejová kariéra
Solovjov vyhrál s Dynamem Moskva i ligu ledního hokeje v roce 1947 a ligu bandy hokeje v letech 1951 a 1952.

## Fotbalové úspěchy

### Klub
Dynamo Moskva
- Sovětská liga (3): 1940, 1945, 1949

### Individuální
- Král střelců sovětské ligy (3): 1940, 1947, 1948

## Hokejové úspěchy

### Klub
Dynamo Moskva
- Sovětská liga ledního hokeje (1): 1946/47
- Sovětská liga bandy hokeje (2): 1951, 1952